# Chrysolina rufa
Chrysolina rufa är en skalbaggsart som först beskrevs av Caspar Erasmus Duftschmid 1825.  Chrysolina rufa ingår i släktet Chrysolina, och familjen bladbaggar. Arten har ej påträffats i Sverige.